# Pietrarsa vasúttörténeti múzeum
A Pietrarsa vasúttörténeti múzeum (Museo nazionale ferroviario di Pietrarsa) Olaszországban, Nápoly egyik külvárosában, San Giorgio a Cremanóban van, közvetlenül a tengerparton. Ez az egyik legteljesebb ilyen kiállítás a világon.
Az egykori nápolyi acélművekben a 19. század elején a gőzmozdonyok és gőzhajók kazánjait öntötték. A múzeumban nemcsak maketteket, de eredeti lokomotívokat is láthatunk. A kiállított tárgyak között ott van az első olasz mozdony, a Bayard, amelynek első útja 1838. október 3-án volt Nápoly és Portici között. Olaszország egyesítése után a kazángyárat az észak-olaszországi acélművekbe helyezték át, és Pietrarsát javító üzemmé fokozták le. Az 1970-es években, a dízel- és villanymeghajtású mozdonyok megjelenésével egyidőben zárta be kapuit. A múzeumot 1989-ben nyitották meg és 2006-ban újították fel.